# Kwaw-kwaw-Apilt
Kwaw-kwaw-Apilt (Kwaw Kwaw Apilt First Nation), jedna od bandi Stalo Indijanaca naseljenih danas u blizini Chilliwacka u kanadskoj provinciji Britanska Kolumbija.
Populacija im 2006. iznosi svega 42. Locirani su na rezervatima (reserves) Grass 15, Kwawkwawapilt 6, Pekw'xe:Yles (Peckquaylis) i Skumalasph 16.